# ベスノイチア
ベスノイチアはアピコンプレックス門に属する寄生性原生生物。宿主組織中にシストを形成するコクシジウムの1つで、種にもよるが家畜にベスノイチア症を引き起こす。分類学上はベスノイチア属(Besnoitia)とする。

## 生態
生活環はよく分かっていないが、中間宿主と終宿主から成っていると考えられている。中間宿主から中間宿主への伝播も可能であることが実験的に示されている。小型哺乳類を中間宿主とする種では、ネコが終宿主となりうることが示されているが、大型哺乳類を中間宿主とする種では終宿主が判明した例がない。昆虫類が媒介している可能性もあるが、実証されていない。

## 分類
アピコンプレックス門のうち真コクシジウム目肉胞子虫科に所属し、トキソプラズマに近縁である。10種が知られており、中間宿主が大型哺乳類のものと小型哺乳類のものに大別できる。

### 大型哺乳類
- Besnoitia besnoiti
ウシを中間宿主とするが、様々な実験動物にも感染する。ヨーロッパ南西部で流行している他、アフリカやアジアでも散発的に見出されている。
- Besnoitia caprae
ヤギを中間宿主とする。ケニアとイランで流行している。
- Besnoitia tarandi
トナカイを中間宿主とする。北極圏から広く見出されている。
- Besnoitia bennetti
ウマを中間宿主とする。

### 小型哺乳類
- Besnoitia darlingi
オポッサムを中間宿主とし、実験的にはネコが終宿主となる。
- Besnoitia jellisoni
シカネズミやカンガルーネズミを中間宿主とする。
- Besnoitia wallacei
ネコを終宿主とする。
- Besnoitia oryctofelisi
ウサギを中間宿主とし、実験的にはネコが終宿主となる。
- Besnoitia akodoni
齧歯類を中間宿主とする。
- Besnoitia neotomofelis
齧歯類を中間宿主とし、実験的にはネコが終宿主となる。